# Эсаулов, Анатолий Александрович
Анато́лий Алекса́ндрович Эсау́лов (23 июня 1905, Кукарка, Вятская губерния — 25 июня 1954, Москва) — начальник Следственной части НКВД СССР, заместитель народного комиссара (министра) государственной безопасности БССР, начальник секретариата особого совещания МГБ СССР, генерал-майор.

## Биография
Родился в семье рабочего. Русский. В ВКП(б) с 1928 (член ВЛКСМ 1924—1930).
Образование: 3 класса сельской школы слободы Кукарка, губернские курсы пропагандистов в Вятке (1928—1929). Очень много читал. Позже в Москве окончил Военную академию им. Фрунзе.
Родители умерли от туберкулёза, и Анатолий пошёл работать в 10-летнем возрасте, чтобы прокормить себя и младшую сестру Клаву. Потомки Клавдии живут в отчем доме в Советске (2016).
- Наборщик наждачных кругов на серповой фабрике, село Жерновогорье (июнь 1915 — март 1920);
- Делопроизводитель-регистратор уездного СНХ, город Советск (март 1920 — март 1922);
- Рабочий на складе фабрики, город Советск (март 1922 — июнь 1923);
- Рабочий по переделке серпов у кустарей, Смоленцевский район (июнь 1923 — октябрь 1924);
- Председатель Смоленцевского сельсовета, Вятская губерния (октябрь 1924 — январь 1926);
- Шапочник у кустаря, село Смоленцево (январь 1926 — октябрь 1926);
- Ответственный секретарь Пижанского волкома ВЛКСМ (октябрь 1926 — декабрь 1927);
- Работал в своём хозяйстве (декабрь 1927 — октябрь 1928);
- Пропагандист Вятского губкома ВЛКСМ (октябрь 1928 — октябрь 1929);
- Заместитель заведующего Вятской окружной конторой Госстраха (октябрь 1929 — август 1930);
- Председатель Белохолуницкого райколхозсоюза (август 1930 — декабрь 1931).

В органах ОГПУ—НКВД—НКГБ—МГБ с января 1932. Уволен в запас в январе 1952.
В 1939 году допрашивал бывшего наркома внутренних дел Николая Ежова.

## Звания
- сержант государственной безопасности — 23.03.1936
- младший лейтенант государственной безопасности — 28.05.1938
- лейтенант государственной безопасности — 11.04.1939
- старший лейтенант государственной безопасности — 22.06.1939
- капитан государственной безопасности — 14.03.1940
- майор государственной безопасности — 12.07.1941
- комиссар государственной безопасности — 14.02.1943
- генерал-майор — 09.07.1945

## Награды
- два ордена Красного Знамени (20.09.1943, 08.03.1944)
- два ордена Отечественной войны I степени (21.04.1945, 29.10.1948)
- Орден Красной Звезды
- Орден «Знак Почёта» (26.04.1940)
- Заслуженный работник НКВД (04.02.1942)